# Endreyas d'Éthiopie
Endreyas (Ge'ez አንድሬያስ Indrēyās, "André"), négus d'Éthiopie d'août 1429 à sa mort en mars 1430.
Fils ainé de Yeshaq Ier d'Éthiopie il succède à son père mais ne règne que 6 mois.